# Clavobrium zimbabweensis
Clavobrium zimbabweensis är en skalbaggsart som beskrevs av Karl Adlbauer 2008. Clavobrium zimbabweensis ingår i släktet Clavobrium och familjen långhorningar.
Artens utbredningsområde är Zimbabwe. Inga underarter finns listade i Catalogue of Life.